# Jordan Romero
Jordan Romero (* 12. července 1996) je americký horolezec.

## Život
V roce 2006, ve svých deseti letech, vystoupil na Kilimandžáro, nejvyšší horu afrického kontinentu. Později zlezl další nejvyšší hory kontinentů: Evropy (Elbrus, 2007), Jižní Ameriky (Aconcagua, 2007) a Severní Ameriky (Denali, 2008). V květnu 2010 vystoupil na Mount Everest, nejvyšší horu na Zemi. Ve svých třinácti letech se stal nejmladší osobou, která to dokázala. Doprovázel jej jeho otec, nevlastní matka a tři Šerpové. Rovněž vystoupil na hory Mount Kosciuszko (2007), Puncak Jaya (2008) a Vinson Massif (2011), čímž dokončil Korunu planety. Ve svých patnácti letech byl nejmladším člověkem, kterému se to podařilo.